# Schaqrāʾ

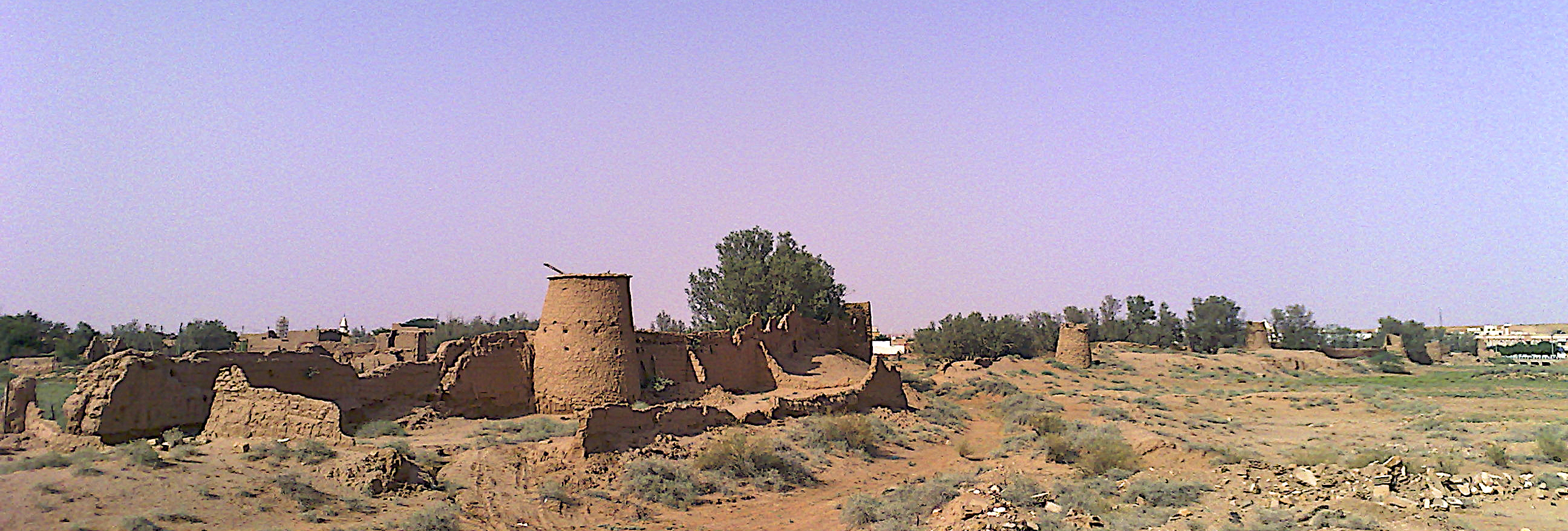
Überreste der Stadtmauer

Schaqrāʾ (arabisch شقراء, DMG Šaqrāʾ), auch Schakra, ist eine Stadt im Landesinneren Saudi-Arabiens etwa 190 km nordwestlich von Riad. Zum Ort zählen ein Hospital und ein zweites Gesundheitszentrum. Die aus Lehm erbauten Altstadthäuser sind von einer alten Stadtmauer umgeben.

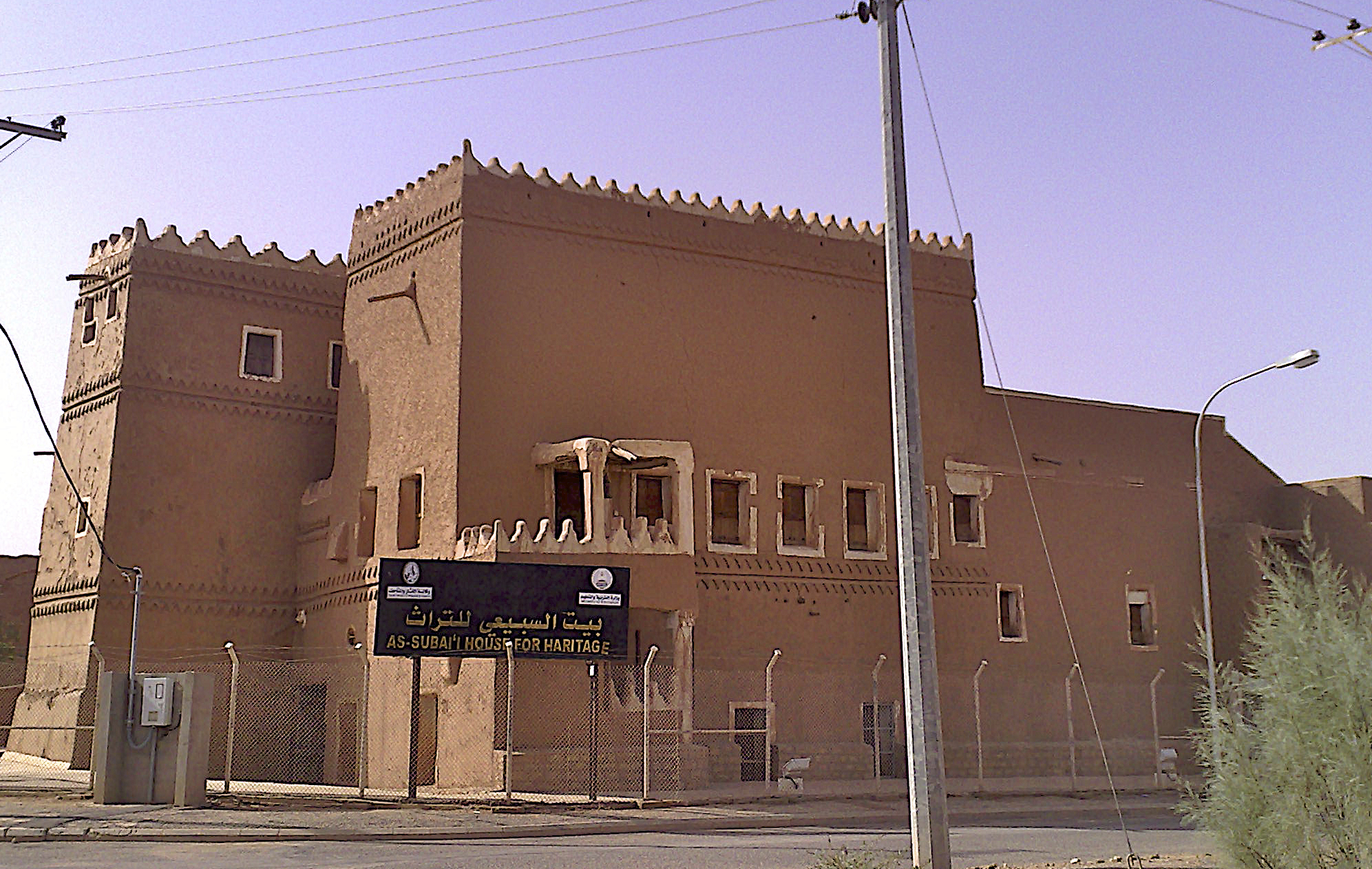
Al Subaii-Palastmuseum